# 48-ма вулиця (Нью-Йорк)
48-ма вулиця (англ. 48nd Street) — вулиця на Манхеттені в центрі Нью-Йорка.

## Відгалуження
Перехрестя з п'ятою авеню на південний захід і північний схід розділяє пряму дорогу на дві вулиці: Західну 48-му вулицю та Східну 48-му вулицю.
На обох вулицях-відгалуженнях номери адрес відраховуються, починаючи від головного проспекту району відповідно в північно-західному напрямку до річки Гудзон (захід) і в південно-східному напрямку до гирла Іст-Ривер (схід).